# Kumbia
KumbiaPHP es un framework para aplicaciones web libre escrito en PHP. Basado en las prácticas de
desarrollo web como DRY y el Principio KISS para software comercial y educativo. Kumbia fomenta la velocidad y eficiencia en la creación y mantenimiento de aplicaciones web, reemplazando tareas de codificación repetitivas por poder, control y placer.
KumbiaPHP Framework intenta proporcionar facilidades para construir aplicaciones robustas para entornos comerciales. Esto significa que el framework es muy flexible y configurable.
KumbiaPHP es un esfuerzo por producir un framework que ayude a reducir el tiempo de desarrollo de una aplicación web sin producir efectos sobre los programadores.

## Características
está diseñado teniendo en cuenta los siguientes aspectos:
- Sistema de plantillas sencillo.
- Administración de Caché.
- Scaffolding Avanzado.
- Mapeo Objeto Relacional (ORM) y Separación MVC.
- Soporte para AJAX.
- Generación de Formularios.
- Componentes Gráficos.
- URL amigables
- Seguridad ACL (Listas de Acceso)
- Patrón ActiveRecord para los modelos
- Orientado al público de habla castellana

El número de requisitos para instalar y configurar es Unix o Windows con un servidor web y PHP5 instalado. KumbiaPHP es compatible con motores de base de datos como MySQL, PostgreSQL y Oracle.

## Objetivos
KumbiaPHP está diseñado teniendo en cuenta los siguientes aspectos:
- Ser compatible con muchas plataformas.
- Fácil de instalar y configurar.
- Fácil de aprender.
- Listo para aplicaciones comerciales.
- Convención sobre configuración.
- Simple en la mayor parte de casos pero flexible para adaptarse a casos más complejos.
- Soportar muchas características de las aplicaciones web actuales.
- Soportar las prácticas y patrones de programación más productivos y eficientes.
- Producir aplicaciones fáciles de mantener.
- Es software libre.

El principal objetivo es producir aplicaciones que sean prácticas para el usuario final y no solo para el programador. La mayor parte de tareas que le quiten tiempo al desarrollador deberían ser automatizadas por KumbiaPHP para que él pueda enfocarse en la lógica de negocio de su aplicación.